# Ортачезус
Ортачезус (итал. Ortacesus) је насеље у Италији у округу Каљари, региону Сардинија.
Према процени из 2011. у насељу је живело 916 становника. Насеље се налази на надморској висини од 157 м.

## Становништво
Према резултатима пописа становништва 2011. у општини је живело 933 становника.
| 1931. | 1936. | 1951. | 1961. | 1971. | 1981. | 1991. | 2001. | 2011. |
| ----- | ----- | ----- | ----- | ----- | ----- | ----- | ----- | ----- |
| 708   | 677   | 890   | 1.057 | 947   | 875   | 921   | 1.009 | 933   |